# Al romper el alba
Al romper el alba, cuyo título original en inglés es True at First Light, es un libro editado por Patrick Hemingway a partir de un manuscrito escrito por su padre, Ernest Hemingway, y publicado de forma póstuma en 1999.
Su trama aborda las vivencias de Ernest durante el safari que realizó en África oriental entre 1953 y 1954, entremezcladas con elementos ficticios y algunas reflexiones del autor sobre diversos temas. La revista Look financió su estancia en territorio africano a cambio de un par de artículos en los que Hemingway recogió sus anécdotas. El escritor comenzó a redactar un manuscrito después de regresar del viaje y, aunque estuvo trabajando en él durante más de dos décadas, lo consideró como «impropio de publicarse» y lo dejó inconcluso. Varios años después de su muerte, las obras del escritor fueron reunidas en la Biblioteca John F. Kennedy, incluido el manuscrito del safari. En 1997 Patrick Hemingway comenzó a revisar el manuscrito para su eventual publicación bajo el título Al romper el alba y estuvo editando la obra de su padre durante los siguientes dos años, intentando centrarse en los relatos sobre la delicada situación política en la que se encontraba África en los años 1950 a causa del imperialismo. Algunas de las ediciones más notables de Patrick fueron la reducción a la mitad del contenido original y la adición de los elementos ficticios en la trama.
Tras su publicación, aunque The New York Times lo incluyó en su lista de los libros más vendidos en septiembre de 1999, recibió malas críticas de la prensa, que calificó su calidad narrativa como «deficiente» en comparación con los trabajos anteriores de Hemingway. Tuvo una mejor aceptación en el círculo de académicos responsables del análisis de las obras del escritor, quienes coincidieron en que se trata de un libro complejo e interesante que bien puede ser considerado como parte del canon de Hemingway. La edición de Patrick fue objeto de varias críticas y algunos cuestionaron si habría sido la voluntad de Ernest ver editado y publicado el manuscrito original. Aparte de este libro, la Fundación revisó por su cuenta el texto original y publicó su propia edición titulada Under Kilimanjaro.

## Antecedentes

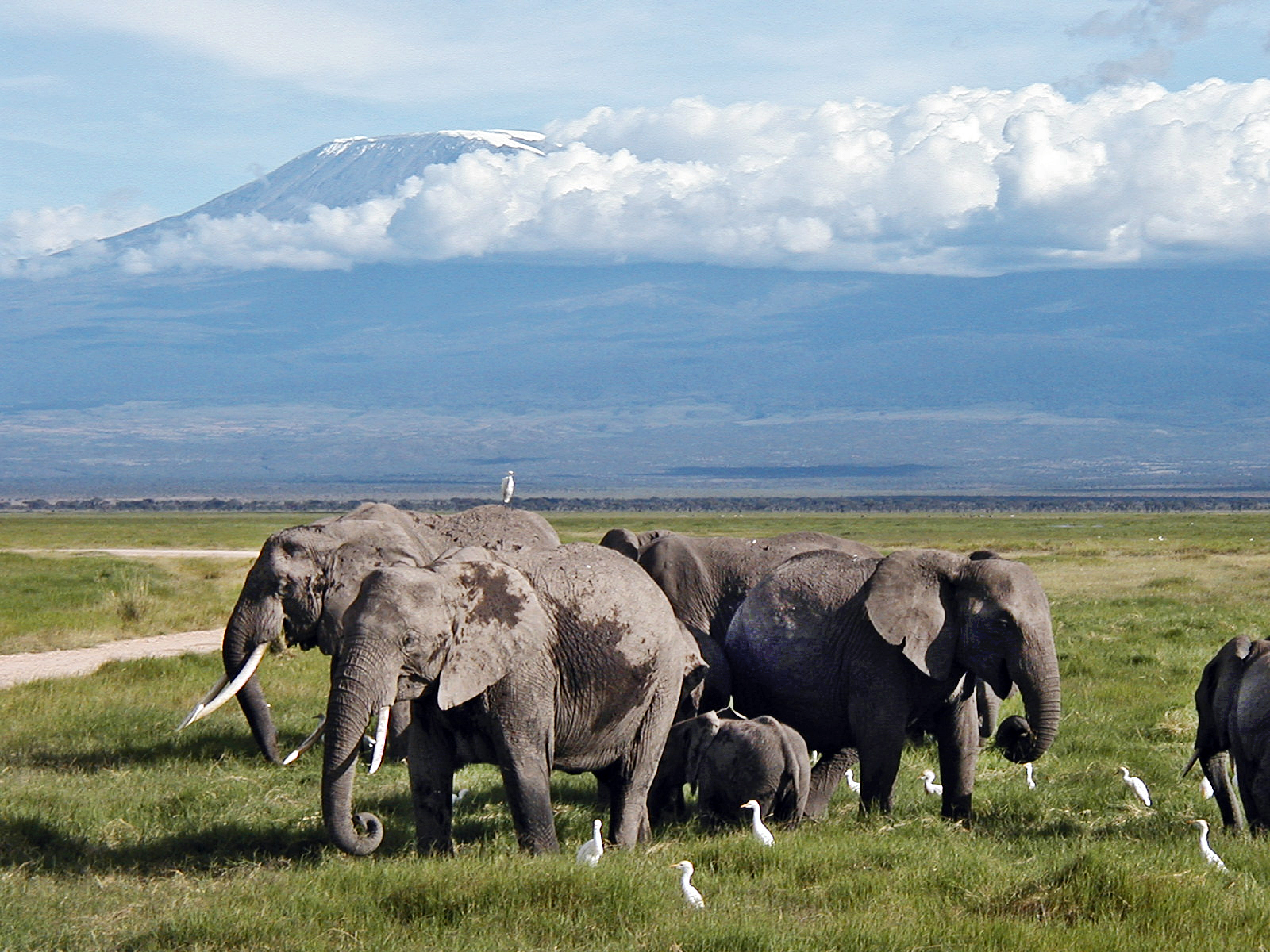
Al fondo el Kilimanjaro, fotografiado desde el parque nacional de Amboseli, en Kenia.

Hemingway tenía deseos de volver a África tras el safari que hizo en 1933 acompañado de su segunda esposa, Pauline Pfeiffer. Aquel viaje le había inspirado para redactar el relato «Las nieves del Kilimanjaro», que incluyó en el libro Las verdes colinas de África. Cuando terminó de escribir El viejo y el mar, en 1953, se planteó seriamente la posibilidad de visitar de nuevo el continente africano, sólo que esta vez para visitar a su hijo Patrick que residía en Tanganica. La revista estadounidense Look ofreció financiar una expedición de cuatro meses de duración en África, destinando 15 000 USD para gastos del viaje y 10 000 USD adicionales a cambio de un artículo en el que estuvieran recogidas sus anécdotas sobre la estancia en el territorio africano, que tuviera al menos 3500 palabras de extensión. La propuesta incluía la contratación del conocido fotógrafo Earl Theisen, que ya contaba con experiencia en sesiones fotográficas para la industria cinematográfica. Hemingway accedió y dejó Cuba en junio de ese año junto con su cuarta esposa, Mary. Después de hacer una escala temporal en Europa, la pareja arribó en agosto a Tanganica provenientes de Venecia. En ese momento tenía lugar la rebelión del Mau Mau y, de acuerdo a una de las cartas del escritor, cuando llegaron lo nombraron guardabosques honorario. Philip Percival, que había sido el guía de Hemingway durante el safari de 1933, volvió a prestar sus servicios en esta nueva expedición y llegó poco después que la pareja. El grupo partió de las orillas del Salengai —donde Theisen fotografió a Ernest con una manada de elefantes— y atravesó el humedal de Kimana y el Valle del Rift hasta llegar a la casa de Patrick, ubicada en la parte central de Tanganica. Después de visitarlo acudieron a la ladera norte del Kilimanjaro, en donde permanecieron los siguientes dos meses. Durante este período Percival dejó el grupo y Hemingway estuvo a cargo del campamento como guarda de coto con algunos exploradores de la zona. Más tarde dijo haberse sentido orgulloso de esta responsabilidad y pensó en escribir un libro sobre su experiencia.
A manera de obsequio navideño para Mary, el 21 de enero Hemingway alquiló un vuelo turístico para sobrevolar la cuenca del Congo. Dos días después, cuando se dirigían a las cascadas Murchison para tomar algunas fotografías, el avión golpeó un poste eléctrico y cayó. Los pasajeros solo sufrieron heridas menores, pero tuvieron que acampar esa noche en el monte mientras esperaban respuesta a su llamada de auxilio. Un avión de pasajeros sobrevoló el sitio del siniestro, pero su piloto no vio señales de vida por lo que de forma precipitada dio a conocer por vía telegráfica que Hemingway había muerto en el accidente. Al día siguiente fueron divisados por otro piloto desde una avioneta, que se ofreció a llevarlos a su campamento a bordo del de Havilland que tripulaba. Sin embargo, durante el despegue la avioneta se incendió, cayó y explotó. Hemingway resultó con múltiples heridas a causa de este percance: tuvo una conmoción cerebral, una herida en el cuero cabelludo, una vértebra aplastada, y rotura de hígado, bazo y riñón además de algunas quemaduras, visión doble y un ruido intermitente en su oído izquierdo. También se quemaron sus pasaportes, «treinta rollos de película fotográfica, tres pares de lentes bifocales de Ernest, todo el dinero y una carta de crédito por valor de 15 000 USD». Se trasladaron por carretera a Entebbe, en donde se encontraron con periodistas de varios países que estaban cubriendo la supuesta muerte del escritor. Hemingway bromeó con ellos justo después de aparecer en el lugar, y mientras se recuperaba de sus heridas en Nairobi estuvo leyendo los obituarios que se habían publicado hasta entonces. Fue en ese período cuando comenzó a redactar el artículo para Look, y la revista le proporcionó 20 000 USD más por contenido exclusivo sobre el doble incidente en la cuenca del Congo. De acuerdo al biógrafo Michael Reynolds, el artículo «tenía veinte páginas y fue publicado en dos ejemplares», el primero de los cuales salió a la venta el 26 de enero.
Unos días más tarde el escritor acompañó a su hijo y a Mary a pescar, como lo tenían contemplado originalmente, pero debido a que todavía no se recuperaba de sus heridas no estaba muy convencido de ello y se mostró irascible durante el trayecto. Para desdicha de los Hemingway, se desató un incendio forestal y en su esfuerzo por extinguir las llamas Ernest se quemó en varias partes del cuerpo, incluidas las piernas y el torso. Un diagnóstico médico realizado después en Venecia arrojó que tenía además dos discos agrietados, presentaba roturas del riñón y el hígado, un hombro dislocado y una fractura en el cráneo. Cuando regresó a Finca Vigía, Cuba, pese a que se sentía adolorido, empezó a escribir un libro sobre el viaje a África y llegó a completar un manuscrito inicial de casi 800 páginas. Si bien en septiembre de 1954 se mostró optimista sobre su recuperación física, tres meses después ocurrió lo contrario cuando, en otra carta, manifestó «estar cansado de sentir dolor [aunque] sea un sentimiento innoble». Su estado de salud empeoró a finales de 1955 debido a una enfermedad renal que lo mantuvo postrado en cama. Conforme transcurría el tiempo Hemingway empezaba a tener problemas para recordar todos los detalles del viaje y, sumado a que participaba como asesor en el rodaje de la película El viejo y el mar (1958), adaptada de su libro homónimo, dejó de escribir el libro sobre el safari y guardó el manuscrito sin terminar en una caja fuerte en La Habana.

## Sinopsis
Al romper el alba está ambientado en la colonia de Kenia durante la rebelión del Mau Mau, a mediados del siglo XX. Patrick Hemingway utiliza la introducción para describir el comportamiento de las tribus kĩkũyũ y kamba durante este período de inestabilidad social y deduce que si los kamba se hubieran involucrado en este suceso, Ernest y Mary «hubieran estado en riesgo de ser asesinados a machetazos mientras dormían, por los sirvientes en quienes tanto confiaban y a los que se supone que ya conocían». La trama comienza en el mes de diciembre y es narrada por Ernest, que explica que su esposa y él se encuentran en un campamento de safari en la ladera del Kilimanjaro, donde se mantienen alertados debido a que un grupo de rebeldes del Mau-Mau escapó de prisión. 

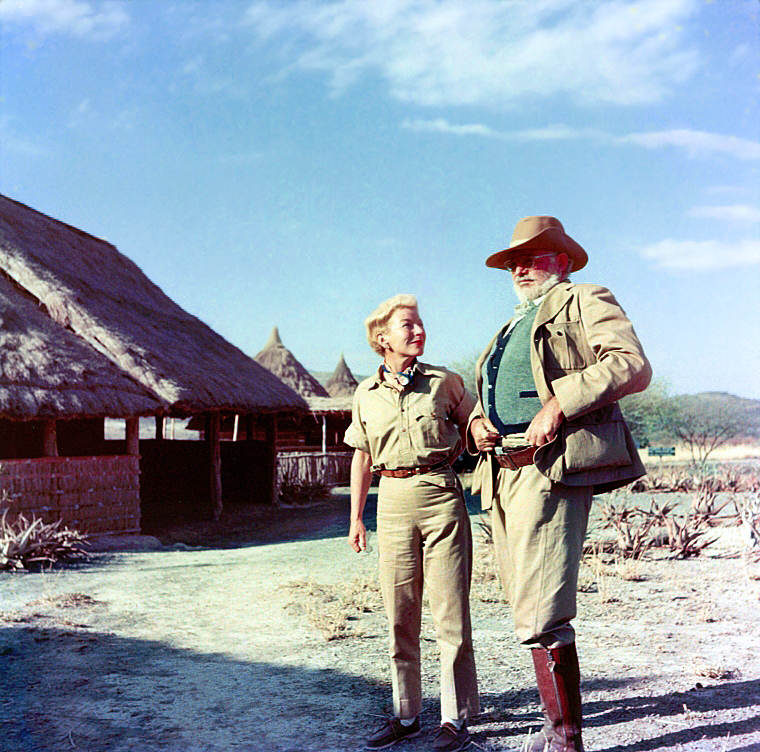
Fotografía de Ernest y Mary Hemingway en el campamento del safari, en 1953

A lo largo del libro aparecen entremezclados los sucesos ocurridos realmente en el safari con algunos elementos ficticios. Inicia cuando el cazador blanco y líder del campamento, Philip Percival, deja al grupo del safari y Ernest queda a cargo como guardabosques auxiliar. A partir de entonces, realiza rondas diarias en la reserva de caza y mantiene comunicación con las tribus locales, pues su prioridad es mantener protegido el campamento y evitar que los ataquen y los despojen de su alimento y sus armas. En su labor es asistido por un par de exploradores africanos —Chungo y Arap Meina— y en algún instante por el guardabosques del distrito, G. C. —Gin Crazed—. El resto del grupo lo conforman el administrador del campamento, Keiti; el cocinero Mbebia; los mozos Nguili y Msembi; y Mary.
En la mayor parte de la primera mitad del relato, Mary acecha a un león de melena negra de gran tamaño, el cual confía cazar para cuando llegue Navidad. Ernest considera que su esposa es incapaz de matar al león debido a su estatura —es muy baja como para percibirlo sobre la hierba alta—, su poca habilidad con el arma y su falta de valor para lograr tal cometido. Poco después Ernest conoce a Debba, habitante de una de las aldeas cercanas al campamento, quien le explica algunas prácticas y costumbres de su tribu. El guardabosques auxiliar se enamora de ella y comienzan un amorío del que son testigos los demás integrantes del campamento, por lo que suelen referirse a ella en tono de broma como la «segunda esposa» de Ernest.
El león finalmente cae abatido hacia la mitad del relato, motivo por el cual los aldeanos organizan una ngoma —«danza»—. Mary abandona el campamento poco después debido a que contrae disentería, con tal de recibir ayuda médica en Nairobi. En su ausencia, Ernest mata a un leopardo y los aldeanos llevan a cabo otra ngoma. Cuando regresa, Mary le pide a su esposo como regalo de Navidad un recorrido aéreo por la cuenca del Congo.
En los siguientes capítulos, Ernest describe sus vínculos con los aldeanos y comparte algunas anécdotas que tuvo con otros escritores de la época como George Orwell y D. H. Lawrence. También aprovecha para satirizar el rol de la estructura religiosa y trata temas variados que van desde el aroma de los bosques de pino en Míchigan, la naturaleza de los cafés parisinos y el estilo de escritura de Georges Simenon.
El libro termina con una sección destinada a enumerar los personajes del relato, así como un glosario suajili y los reconocimientos del editor.

## Publicación

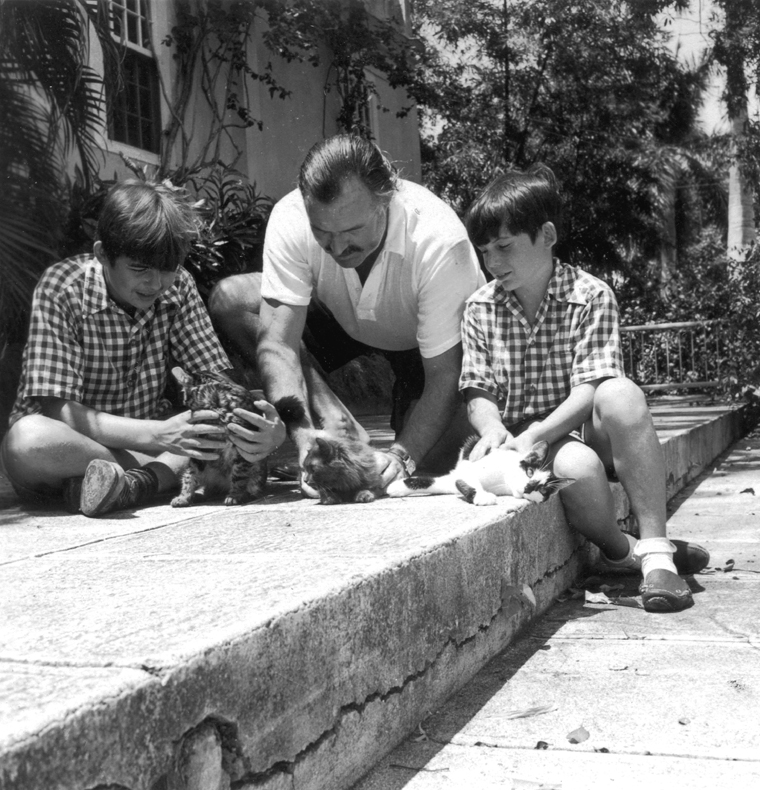
Fotografía de Ernest Hemingway con sus hijos Patrick y Gregory, en Cuba en 1946.

Es complicado esclarecer la propiedad de los manuscritos de Hemingway, dado que se han publicado dos libros a partir del texto original: Al romper el alba editado por Patrick Hemingway, y Under Kilimanjaro por los académicos Robert Lewis y Robert Fleming. 
El historial de publicación se remonta a 1965, cuando Mary creó la Fundación Hemingway para «promover, asistir y coordinar los estudios y análisis académicos relacionados con los trabajos y la vida de Ernest Hemingway». Posteriormente, en los años 1970, donó los textos inconclusos de Ernest a la Biblioteca John F. Kennedy. Un grupo de expertos de las obras del autor se reunió en 1980 para evaluar los documentos donados y como resultado decidieron establecer la Sociedad Hemingway «cuyo compromiso es apoyar y fomentar el estudio académico [del escritor]». Cuando Mary falleció en 1986, John y Patrick Hemingway pidieron a la Sociedad que se encargara de la gestión de la Fundación. En 1997 acordaron que el libro sería editado inicialmente por Patrick —Al romper el alba— y luego revisado por la Fundación, aunque luego la organización llevó a cabo su propia revisión y edición del manuscrito —Under Kilimanjaro—. Sobre este último, Lewis y Fleming comentaron que «[consiste en] una publicación completa y lo más fiel posible [al texto original de Ernest], sin posibles distorsiones o especulaciones editoriales, o intentos no consensuados de correcciones en el texto».
A principios de los años 1970, la revista Sports Illustrated publicó algunos fragmentos del texto original de Hemingway a manera de antología. Este material contó con la validación de Mary, y contenía pasajes que «son un relato objetivo de [cómo se desenvuelve] un safari de caza» en opinión de Patrick. Un par de décadas más tarde, en la cena anual de la Oak Park Hemingway Society, Patrick admitió que la gestión de los manuscritos de su padre había sido «una historia más que tortuosa»: para acceder al texto original del safari era necesario solicitar un juicio y llegar a un acuerdo con la Sociedad.
Para el libro Al romper el alba, la editorial Scribner's pidió expresamente que el manuscrito de 200 000 palabras fuera reducido a 100 000. Patrick trabajó durante dos años en la edición del texto y debió primeramente transcribirlo en un medio electrónico. También se encargó de darle nombre a los personajes, y luego fue eliminando material que consideró superfluo junto con descripciones en las que su padre hacía comentarios despectivos de algunos familiares suyos y de otras personas. De acuerdo a Patrick, su intención era conservar la integridad de la trama sin que «el lector se vea privado de la calidad esencial del libro».
Finalmente fue publicado el 7 de julio de 1999, con un tiraje inicial de 200 000 ejemplares. Como labor de promoción, Patrick fue invitado a aparecer en el programa de televisión Today ese mismo día. Poco después, la compañía Book of the Month Club lo incluyó en su selección para suscriptores del mes, y la revista New Yorker comenzó a publicarlo en fascículos. Se vendieron también los derechos de publicación para su traducción al español, danés, francés, alemán, islandés, italiano, noruego, polaco y sueco. La versión en español traducida por Fernando González Corugedo y publicada por la editorial Planeta salió ese mismo año. Casi una década después, en 2007, se puso a la venta una edición grabada en audio.

## Género
La publicación en inglés de Al romper el alba aparece con el subtítulo A Fictional Memoir —«una memoria ficticia»—, y suele ser catalogada en el género de ficción. James Wood, de The New York Times, lo catalogó como un diario de viaje que podía ser considerado como una novela debido a sus elementos ficticios. Patrick ha insistido en que el manuscrito de su padre se trata de algo más que un diario, dado que su trama refleja que «la principal cualidad del libro es una intriga con un interés romántico». Sintetizó las escenas de caza y procuró centrarse en aquellas en las que se habla de la situación de África a mediados del siglo XX, para mostrar «el verdadero vínculo [que había] entre la gente [...] en ese continente» y así respetar la postura de Ernest al momento de escribir y que rezaba: «a donde yo voy, tú [el lector] también vas». Fleming —uno de los académicos responsables de la edición de Under Kilimanjaro— consideró que la labor de Patrick en Al romper el alba había sido acertada, pues el manuscrito original evidencia la incapacidad de Ernest para «detener el mecanismo que produce ficción». En su opinión, el conflicto marital entre los protagonistas representa el «giro metaficcional» del libro.
Fleming también observó similitudes entre este libro, Las verdes colinas de África y París era una fiesta, ambas del mismo autor. Este último posee la particularidad de exponer un tema principal intercalado con diálogos internos. La única diferencia notable es que la primera carece de un prefacio que «indique las intenciones del autor o cómo quiso que fuese leído el libro». Probablemente, Hemingway trató a Las verdes colinas de África como una obra experimental y a París era una fiesta como una ficción, de acuerdo a la percepción de Fleming. Para Rose Marie Burwell, autora de Hemingway: The Postwar Years and the Posthumous Novels, Hemingway debió haber disfrutado mientras redactaba esa «extraña combinación de recuerdos y de ficción», pues tenía la libertad de imaginarse con otra mujer como esposa y dejar de lado su doctrina protestante.

## Temáticas
En Al romper el alba, puede verse a Ernest Hemingway, o al menos su alter ego, disfrutando de sus vacaciones en África. Su comportamiento es el de alguien «plácido, amoroso y maduro» interesado en conocer más sobre los conflictos sociales en África y la cultura de los nativos que viven cerca de su campamento, según observaron Fleming y Burwell. Su esposa en cambio es caracterizada como una mujer «regañona».
Burwell y Fleming coincidieron también al señalar que el envejecimiento es el tema principal que aborda la trama, representado en la fascinación que parece tener el autor por una mujer fértil y más joven que él. La fertilidad es un símbolo que representa «la ansiedad que siente un escritor que está envejeciendo en cuanto a su habilidad para escribir», mientras que la descripción de un viejo elefante simboliza la edad e improductividad de Hemingway en ese momento. Para Burwell fue una buena decisión por parte de Patrick preservar estos simbolismos en Al romper el alba. Hilary Justice, otra académica de las obras de Hemingway, agregó que el material hace hincapié en el concepto del «escritor que ha dejado de escribir», algo que en su opinión podría despertar más temores en Hemingway que el propio envejecimiento. Por lo tanto, da señales de una paradoja cuando muestra a «un autor envejecido que cada vez empieza a tener más dificultades para escribir sobre un autor que ya no escribe». Ciertamente para Hemingway siempre le resultó difícil escribir: revisaba sus textos varias veces y tenía la costumbre de redactar «un enunciado verdadero» y detenerse en cada sesión cuando todavía no terminaba de plasmar lo que quería. Para Tom Jenks, editor de El jardín del Edén —obra póstuma de Hemingway—, Ernest había mostrado su peor nivel de redacción en Al romper el alba puesto que se presenta como un individuo «que siente lástima de sí mismo, es autoindulgente y se autoelogia» en un texto que ni siquiera finalizó. Desde su perspectiva, el escritor simplemente redactó el libro sin una dirección y la trama carece de la tensión que sí existe en otros trabajos previos como Fiesta. No obstante, opinó que Hemingway tenía un buen material para trabajar en su manuscrito, y algunas estructuras temáticas que adoptó resultan prometedoras.
En términos generales, el libro expone la naturaleza del conflicto africano a mediados del siglo XX, cuando el colonialismo y el imperialismo mantenían bajo amenaza a las tribus africanas y a la vida silvestre. Patrick, que vivió algunas décadas en Tanzania —anteriormente Tanganica—, se mostró sorprendido por el grado de percepción que mostró su padre en el manuscrito en relación con la situación política africana en aquellos tiempos. Otro académico de Hemingway, Anders Hallengree, observó algunas similitudes temáticas en las obras póstumas del autor, especialmente en los últimos trabajos. Por ejemplo, tanto en Al romper el alba como en El jardín de Edén Hemingway utilizó el concepto de una insurrección africana para desarrollar las tramas; «la convicción y determinación de los Maji-Maji en El jardín de Edén se corresponde con el contexto Mau-Mau keniano de la novela Al romper el alba». En su reseña publicada en The Hemingway Review, Robert Gadjusek comentó que el choque de culturas puede observarse «masivamente activo» en el momento en que el autor explora las prácticas tribales, y cuando el cristianismo y el islam son yuxtapuestos a las religiones nativas.
Al igual que Las verdes colinas de África —primer libro de Hemingway sobre África—, Al romper el alba contiene digresiones y reflexiones del autor sobre la esencia que conlleva la escritura, prestando especial atención al modo de redacción de James Joyce y D. H. Lawrence. Patrick argumentó que su padre tenía interés en el modo de pensar de Lawrence respecto a que cada región del mundo «debía tener su propia religión». En Al romper el alba, Mary provoca el desconcierto de los nativos del campamento cuando intenta decorar un árbol de Navidad lo cual permite deducir que, para Hemingway, África carecía de una religión influyente y consolidada y por lo tanto podía ser redefinida.

## Recepción

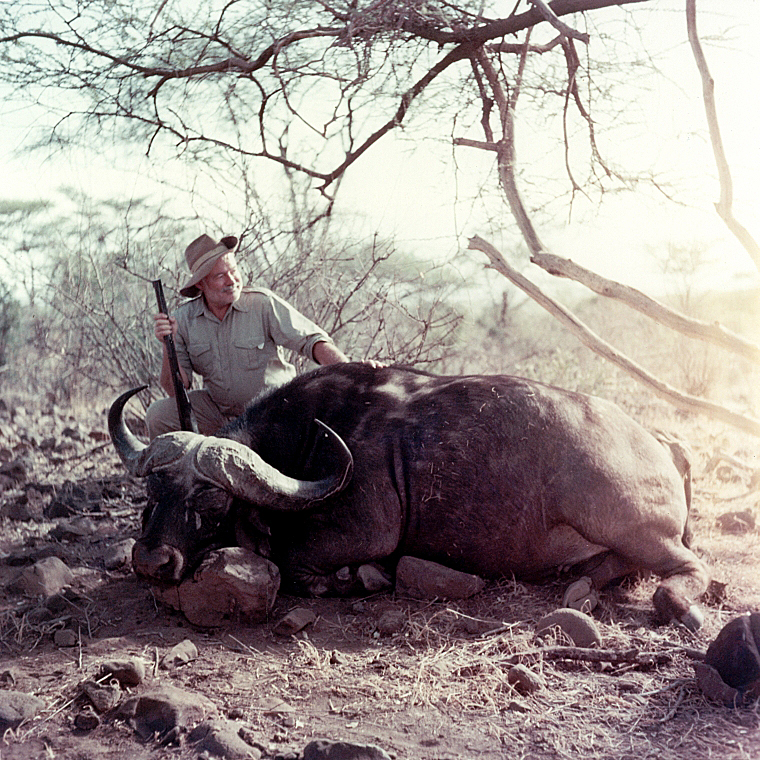
Hemingway posando junto a los restos de un búfalo cafre en África, en 1953

Tras su publicación, Al romper el alba tuvo una buena recepción en ventas —The New York Times lo incluyó en su lista de los libros más vendidos de septiembre de 1999— y, aunque en términos generales la prensa le dio malas reseñas, contó con una mejor aceptación en el círculo de académicos de Hemingway. Ralph Blumenthal, de The New York Times, consideró que no es tan buena como las obras autobiográficas anteriores del mismo autor e insinuó que Hemingway no hubiera estado tan seguro de que «su reputación y últimas palabras impresas fueran confiadas a cualquier editor, inclusive a uno de sus hijos». Discutió también los detalles autobiográficos del libro: la relación entre Hemingway y Debba; el trasfondo de la sesión fotográfica para Look; el safari; y el doble siniestro en avión. Más tarde, en otra reseña publicada para el mismo periódico pero escrita por James Wood, se manejó la posibilidad de que Hemingway ni siquiera hubiera visto su manuscrito como una novela, pese a que los editores creyeran lo contrario, y en cambio hubiera sido una especie de parodia de sus obras anteriores.
Christopher Ondaatje, de The Independent, calificó los relatos africanos de Hemingway como algunos de los mejores de su legado, y a su parecer el manuscrito del safari de la década de 1950 solía ser «pasado por alto». Criticó a «la industria de Hemingway» y la señaló como la responsable de que las últimas obras del escritor tiendan a ser eclipsadas. Brenda Wineapple, de Nation, agregó que aunque el libro «no es particularmente bueno», sí resulta «conmovedor [ya que] nos recuerda el estilo de redacción de Hemingway en su punto más emotivo, sutil y magnífico». En un comentario similar, Publishers Weekly opinó que deja entrever cómo «la magia del viejo Hemingway parpadea esporádicamente, como un relámpago, aunque no con la suficiente frecuencia». José Antonio Gurpegui, de la revista española El Cultural, percibió que la obra no supone una «variación sustancial en los estudios de Hemingway, pero leída con el cariño y añoranza del centenario, como si hubiéramos encontrado antiguas fotos de familia perdidas en el desván, puede ser una de las lecturas más gratas».
Para los académicos de Hemingway, se trata de una obra compleja e importante que no debería leerse de forma superficial. Pese a la división de opiniones, la crítica coincidió en que el libro muestra una faceta más humana y empática de Hemingway, que solía ser asociado con la imagen del «hombre caucásico armado». En la opinión de Fleming, Al romper el alba puede considerarse como parte del canon del escritor, argumentando: «es un libro más complejo de lo que parece, y Hemingway se merece más crédito que las evaluaciones que le han dado en la prensa. Los verdaderos analistas que estudian las obras finales de Hemingway deberían tomar eso en cuenta». A su vez Gadjusek elogió la prosa, la cual a su parecer se aparta del estilo convencional de Hemingway además de comentar que, pese a las ediciones que realizó Patrick, el libro da muestras de cohesión y temas bien estructurados. Aunque Burwell también estuvo de acuerdo en general con el trabajo de edición, se lamentó de algunos contenidos que Patrick omitió del manuscrito ya que consideró que contribuían de cierta forma a la trama. Contrariamente, el biógrafo Kennet Lynn reprobó la labor de Patrick y en cambio aduló la redacción de Ernest, al percibir que «está siendo [en el manuscrito] totalmente honesto» al relatar sus recuerdos, algo en lo que coincidió Gray al decir que «enfatiza la valentía de Hemingway como escritor». Wood no solo guardo una opinión negativa de la edición, sino también del estilo de Ernest al escribirlo; el diario inglés The Guardian lo catalogó como el peor trabajo de Hemingway en toda su trayectoria.

### Controversia
Varios analistas y autores criticaron la edición hecha por Patrick del manuscrito original. En su reseña titulada «Where's Papa?» —«¿Dónde está papá?»—, Paul Gray señaló que resulta evidente desde el principio del libro la dificultad que pudo tener Patrick, al señalar: «es difícil hallarlo [a mi padre] en su quinta obra póstuma». Para Lynn, Hemingway se hubiese «indignado» con sus hijos por no haber respetado su valoración del manuscrito, al que calificaba como «impropio de publicarse». Con un argumento parecido, Burwell puso en duda que Hemingway hubiera accedido a que el manuscrito fuera editado y publicado, aunque también tomó en cuenta que a otros autores les ocurrió lo mismo con obras que dejaron inconclusas y que fueron publicadas de forma póstuma como Chaucer, Shakespeare y Kafka. Hemingway solamente publicó dos novelas en los últimos veinte años de su vida, aunque desde su muerte han continuado distribuyéndose otros trabajos de su autoría. Ya en 1998 Joan Didion, de The New Yorker, había criticado a la familia y las organizaciones responsables de administrar el material de Hemingway por su búsqueda de beneficios económicos a partir de la reputación y obras del afamado escritor, por encima de la adecuada preservación de su legado. Para ella, el manuscrito no debió haber sido editado ni tampoco publicado pues «publicar un trabajo incompleto significa rechazar la idea de que es responsabilidad del escritor completar su propia obra».
Al romper el alba fue publicado el mismo año en que se conmemoró el primer centenario del natalicio de Hemingway, precedido de una campaña de mercadeo que fue objeto de críticas. Adicionalmente, los hijos de Ernest registraron el apellido familiar como marca comercial, Hemingway Ltd., y pusieron a la venta varios objetos que hacían alusión al estilo de vida de los Hemingway, entre los cuales estaban el mueble Thomasville, el sofá Pamplona y la cama Kilimanjaro. Para Lynn, los artículos disponibles se limitaban a «cañas de pesca de buen ver, vestimenta de safari y —sin lugar a dudas, en un triunfo para la codicia— escopetas».